# 密勒氏评论报
《密勒氏评论报》（英語：The China Weekly Review）是中国的一份已经不存在的英文报纸。1917年由美國《紐約先驅論壇報》駐遠東記者托马斯·密勒在上海創辦，後於1919年起由約翰·本傑明·鲍威尔擔任主筆和發行人，1953年6月停刊。

## 简介
《密勒氏评论报》1917年6月9日在上海创刊，创办人是美国《纽约先驱论坛报》驻远东记者托马斯·密勒，1919年起由约翰·本杰明·鲍威尔担任主笔和发行人。
报纸最初的英文名称是“Millard's Review of the Far East”（直译为“密勒氏远东评论”），1922年更名为“The Far East Weekly Review”（“远东每周评论”），1923年更名为“The China Weekly Review”（“中国每周评论”），1950年又更名为“China Monthly Review”（“中国每月评论”）；中文名称则一直沿用“密勒氏评论报”。
《密勒氏评论报》自创刊以来，一直奉行独立办报方针，以敢于批评时局为特色，主张中国应保持独立自主，反对列强干涉，更在当时大胆刊登毛泽东的生平及介绍中國共產黨根據地的文章。主编鲍威尔更曾多次亲赴新闻现场采访，并曾采访过吴佩孚、冯玉祥和张作霖等中国政要，甚至曾亲身经历临城劫车案并在被扣押期间坚持撰稿。
1941年，太平洋战争爆发，《密勒氏评论报》遭查封，鲍威尔被日军逮捕，遭受酷刑，导致双腿残疾。1943年，鲍威尔作为交换战俘被遣返美国，1947年逝世。
中国抗日战争结束之后，1945年10月20日，《密勒氏评论报》复刊，鲍威尔的儿子约翰·威廉·鲍威尔（小鲍威尔）及夫人接手了报纸。复刊后的《密勒氏评论报》仍坚持批评时局，反对国民政府的专制腐败。1949年5月，中国人民解放军占领上海，《密勒氏评论报》继续出刊。中华人民共和国成立后，《密勒氏评论报》成为唯一仍在中国大陆出版发行的美资媒体。1950年，《密勒氏评论报》改为月刊。因支持中华人民共和国及中国共产党，以及在朝鲜战争期间报道美军的负面新闻，西方多国对《密勒氏评论报》实行禁运，报社难以为继，最终于1953年6月停刊，小鲍威尔夫妇回到美国。当时正值麦卡锡主义盛行的时期，小鲍威尔夫妇及《密勒氏评论报》副主编朱里安·舒曼遭到美国司法部门调查，最终于1961年因证据不足撤销起诉。
以鲍威尔为代表、密苏里大学新闻学院出身的众多派驻远东的美国记者，后来被称为“密苏里帮”（Missouri Mafia）或“密苏里新闻帮”（Missouri News Colony）。“密苏里帮”中许多成员许多都曾在《密勒氏评论报》工作，如撰写了《西行漫记》的著名记者埃德加·斯诺来到中国的首份工作便是在《密勒氏评论报》担任助理编辑。

## 另見
- 《密勒氏评论报》 : 美国在华专业报人与报格 (1917-1953)（Millard's Review : a reflection of American journalistic professionalism in China (1917-1953)），鄭保國著，北京市 : 北京大学出版社，2018年，ISBN︰9787301292921